# 箕作祥一
箕作 祥一（みつくり よしかず、1920年1月1日 - 1968年11月8日）は、日本の植物遺伝学者。日本大学農獣医学部教授。箕作麟祥の孫として生まれたので、祥一は箕作阮甫の玄孫にあたる。男爵。

## 生涯
父・俊夫は麟祥の四男で、母・長江は陸軍中将・大島健一の長女。従って祥一は大島浩（父・健一と同じく陸軍中将）の甥にあたる。動物学者の石川千代松と物理学者の長岡半太郎は祥一の伯母の夫にあたる（石川・長岡はともに麟祥の娘婿である）。
麟祥の長男・泰一と次男・正次郎（ともに祥一の伯父）は生後間もなく死去した。麟祥の死後、箕作家の家督と麟祥が死に際して授けられた男爵位を継いだ祥三（麟祥の三男、祥一の伯父）も23歳で死去し、俊夫が祥三の跡を継いで箕作本家の当主となり襲爵したが、1923年1月8日に妻・長江と2男を残して33歳で死去したため、同年2月28日に3歳だった祥一が襲爵した。
祥一は、学者家系らしく学問の道に進み日大教授となったが、脳溢血のため48歳で死去した。墓所は多磨霊園。
祥一の死後、弟・俊次が箕作本家の当主となり、2004年現在では俊次の長男・有俊が箕作本家の当主である。なお、俊次は元大日企業社長、有俊はラリードライバーである。
千代子夫人は養命酒製造の4代目及び6代目社長を務めた塩沢友茂の次女。祥一・千代子夫妻の一人娘・禎子は近江治彦に嫁ぎ、自らも医師として活動している。箕作本家を継いだ俊次・有俊は学問とは縁がないものの、近江家に嫁いだとはいえ医学の道に進んだ禎子が学者家系としての箕作家の命脈を今日に伝えている。